# Sindaci di Ripacandida
Di seguito viene riportata una cronotassi dei sindaci di Ripacandida.

## Regno di Napoli (1302 - 1816)
| Periodo         | Periodo         | Primo cittadino    | Partito | Carica | Note |
| --------------- | --------------- | ------------------ | ------- | ------ | ---- |
| 1642            |                 | Simone Nedeo       |         | -      | -    |
| 1770            |                 | Nicola Ricci       |         | -      | -    |
| 1806            | 4 febbraio 1809 | Luigi Guglielmucci |         | -      | -    |
| 5 febbraio 1809 | 4 gennaio 1811  | Michele Maroscia   |         | -      | -    |
| 5 gennaio 1811  | 1 febbraio 1814 | Rocco Lioy         |         | -      | -    |
| 2 febbraio 1814 | 8 dicembre 1816 | Vito Signore       |         | -      | -    |

## Regno delle Due Sicilie (1816 - 1861)
| Periodo           | Periodo           | Primo cittadino          | Partito | Carica | Note |
| ----------------- | ----------------- | ------------------------ | ------- | ------ | ---- |
| 8 dicembre 1816   | 19 gennaio 1819   | Vito Signore             |         | -      | -    |
| 20 gennaio 1819   | 28 febbraio 1823  | Michele Schirò           |         | -      | -    |
| 1º marzo 1823     | 25 gennaio 1825   | Vito Signore             |         | -      | -    |
| 26 gennaio 1825   | 3 settembre 1826  | Giuseppe Michele D'Adamo |         | -      | -    |
| 4 settembre 1826  | 9 dicembre 1826   | Nicola Maria Chiari      |         | -      | -    |
| 10 dicembre 1826  | 21 marzo 1828     | Francesco Manna          |         | -      | -    |
| 22 marzo 1828     | 6 novembre 1828   | Giuseppe Michele Lioy    |         | -      | -    |
| 7 novembre 1828   | 9 novembre 1834   | Consalvo Lioy            |         | -      | -    |
| 10 novembre 1834  | 9 ottobre 1837    | Antonio Lioy             |         | -      | -    |
| 10 ottobre 1837   | 17 maggio 1840    | Giuseppe Sapio           |         | -      | -    |
| 18 maggio 1840    | 7 gennaio 1845    | Arcangelo Maroscia       |         | -      | -    |
| 8 gennaio 1845    | 13 aprile 1849    | Giuseppe Ottaviani       |         | -      | -    |
| 14 aprile 1849    | 7 gennaio 1852    | Vincenzo Guglielmucci    |         | -      | -    |
| 8 gennaio 1852    | 20 settembre 1855 | Fulgenzio Ottaviani      |         | -      | -    |
| 21 settembre 1855 | 23 gennaio 1858   | Antonio Anastasia        |         | -      | -    |
| 24 gennaio 1858   | 7 settembre 1860  | Antonio Lioy             |         | -      | -    |
| 8 settembre 1860  | 7 aprile 1861     | Antonio Anastasia        |         | -      | -    |

## Regno d'Italia (1861 - 1927)
| Periodo           | Periodo           | Primo cittadino                   | Partito | Carica                           | Note |
| ----------------- | ----------------- | --------------------------------- | ------- | -------------------------------- | ---- |
| 8 aprile 1861     | 20 aprile 1861    | Egidio Laraia                     |         | Capo della Giunta Insurrezionale | -    |
| 21 aprile 1861    | 22 marzo 1862     | Michele Maroscia                  |         | -                                | -    |
| 23 marzo 1862     | 18 aprile 1866    | Benedetto Lamorte                 |         | -                                | -    |
| 19 aprile 1866    | 1º gennaio 1870   | Egidio Laraia                     |         | -                                | -    |
| 2 gennaio 1870    | 11 gennaio 1872   | Michele Maroscia                  |         | -                                | -    |
| 12 gennaio 1872   | 24 gennaio 1873   | Arcangelo Chiari                  |         | -                                | -    |
| 25 gennaio 1873   | 6 marzo 1878      | Antonio Anastasia                 |         | -                                | -    |
| 7 marzo 1878      | 21 luglio 1889    | Nicola Sapio                      |         | -                                | -    |
| 22 luglio 1889    | 24 novembre 1889  | Francesco Salerno                 |         | Regio commissario                | -    |
| 25 novembre 1889  | 7 agosto 1914     | Francesco Maria Virgilio          |         | Sindaco                          | -    |
| 8 agosto 1914     | 13 maggio 1915    | Carmine Luigi Mininni             |         | Sindaco                          | -    |
| 14 maggio 1915    | 20 maggio 1920    | Giuseppe Luigi Raffaele Alamprese |         | Sindaco                          | -    |
| 21 maggio 1920    | 25 settembre 1920 | Luigi Corbo                       | -       | Regio commissario                | -    |
| 26 settembre 1920 | 19 maggio 1922    | Rocco Saraceno                    |         | Sindaco                          | -    |
| 20 maggio 1922    | 7 agosto 1923     | Giuseppe Antonio Donato Vaccaro   |         | Sindaco                          | -    |
| 8 agosto 1923     | 3 luglio 1924     | Antonio Lioy                      | -       | Commissario prefettizio          | -    |
| 4 luglio 1924     | 23 gennaio 1926   | Zaccaria Pennacchia               | -       | Commissario prefettizio          | -    |
| 24 gennaio 1926   | 2 aprile 1927     | Giuseppe Antonio Donato Vaccaro   |         | Sindaco                          | -    |

## Podestà durante il Fascismo  (1927 - 1945)
| Periodo          | Periodo          | Primo cittadino                   | Partito | Carica                  | Note |
| ---------------- | ---------------- | --------------------------------- | ------- | ----------------------- | ---- |
| 3 aprile 1927    | 31 maggio 1937   | Giuseppe Antonio Donato Vaccaro   | PNF     | Podestà                 | -    |
| 1º giugno 1937   | 30 dicembre 1940 | Donato Anastasia                  | PNF     | Podestà                 | -    |
| 31 dicembre 1941 | 13 febbraio 1942 | Pasquale Parisi                   | -       | Commissario prefettizio | -    |
| 14 febbraio 1942 | 5 novembre 1943  | Donato Anastasia                  | PNF     | Podestà                 | -    |
| 6 novembre 1943  | 31 marzo 1944    | Giuseppe Luigi Raffaele Alamprese | -       | Commissario prefettizio | -    |

## Sindaci nella Repubblica Italiana (1945-1995)
| Periodo           | Periodo           | Primo cittadino                   | Partito                            | Carica                  | Note    |
| ----------------- | ----------------- | --------------------------------- | ---------------------------------- | ----------------------- | ------- |
| 1º aprile 1944    | 24 agosto 1945    | Giuseppe Luigi Raffaele Alamprese |                                    | Sindaco                 | -       |
| 25 agosto 1945    | 30 novembre 1945  | Quintilio Cavallini               | -                                  | Commissario prefettizio | -       |
| 1º dicembre 1945  | 26 aprile 1946    | Giovanni Falcitelli               | -                                  | Commissario prefettizio | -       |
| 27 aprile 1946    | 26 giugno 1946    | Giacomo Placido                   |                                    | Sindaco                 | -       |
| 27 giugno 1946    | 9 novembre 1946   | Michele Petrizzi                  |                                    | Sindaco                 | -       |
| 10 novembre 1946  | 18 gennaio 1947   | Domenicantonio Perretta           |                                    | Sindaco                 | -       |
| 19 gennaio 1947   | 19 febbraio 1947  | Michele Petrizzi                  |                                    | Sindaco                 | -       |
| 20 febbraio 1947  | 9 settembre 1947  | Pasquale Caputo                   |                                    | Sindaco                 | -       |
| 13 ottobre 1947   | 25 settembre 1949 | Donato Antonio Labriola           | Democrazia Cristiana               | Sindaco                 | -       |
| 26 settembre 1949 | 25 ottobre 1949   | Bonaventura Patrulli              | -                                  | Commissario prefettizio | -       |
| 26 ottobre 1949   | 29 novembre 1949  | Orazio Sparano                    | -                                  | Commissario prefettizio | -       |
| 30 novembre 1949  | 9 febbraio 1950   | Giovanni Guiana                   | -                                  | Commissario prefettizio | -       |
| 10 febbraio 1950  | 13 giugno 1952    | Michele Ciccarella                | -                                  | Commissario prefettizio | -       |
| 14 giugno 1952    | 6 giugno 1956     | Giuseppe Carrieri                 |                                    | Sindaco                 | -       |
| 7 giugno 1956     | 14 febbraio 1966  | Michele Ciccarella                |                                    | Sindaco                 | [ 1 ]   |
| 15 febbraio 1966  | 7 giugno 1966     | Agostino Stellato                 | -                                  | Commissario prefettizio | -       |
| 8 giugno 1966     | 4 luglio 1966     | Mario D'Urso                      | -                                  | Commissario prefettizio | -       |
| 5 luglio 1966     | 29 settembre 1968 | Michele Antonio Rizzo             |                                    | Sindaco                 | -       |
| 30 settembre 1968 | 20 luglio 1970    | Aurelio Ciriello                  | Democrazia Cristiana               | Sindaco                 | -       |
| 21 luglio 1970    | 11 luglio 1971    | Nicolò Setari                     | -                                  | Commissario prefettizio | -       |
| 12 luglio 1971    | 10 febbraio 1972  | Ottavio Giuseppe Antonio Vaccaro  | Democrazia Cristiana               | Sindaco                 | -       |
| 11 febbraio 1972  | 3 gennaio 1977    | Donato Gentile                    | Democrazia Cristiana               | Sindaco                 | -       |
| 4 gennaio 1977    | 8 luglio 1977     | Carmine Donato Leopaldi           | Democrazia Cristiana               | Sindaco                 | Sindaco |
| 9 luglio 1977     | 1º novembre 1979  | Pasquale Labriola                 |                                    | Sindaco                 | -       |
| 2 novembre 1979   | 12 marzo 1981     | Carmine Donato Leopaldi           | Democrazia Cristiana               | Sindaco                 | Sindaco |
| 13 marzo 1981     | 7 luglio 1981     | Giacomo Armentano                 | -                                  | Commissario prefettizio | -       |
| 8 luglio 1981     | 11 giugno 1990    | Michele Labriola                  | Democrazia Cristiana               | Sindaco                 | [ 2 ]   |
| 12 giugno 1990    | 24 maggio 1991    | Antonio D'Urso                    | Partito Socialista Italiano        | Sindaco                 | -       |
| 25 maggio 1991    | 13 aprile 1992    | Calogero Mannella                 | Partito Socialista Italiano        | Sindaco                 | -       |
| 14 aprile 1992    | 9 febbraio 1994   | Sabatino Perretta                 | Partito Democratico della Sinistra | Sindaco                 | [ 3 ]   |
| 10 febbraio 1994  | 25 agosto 1994    | Antonio D'Urso                    | Partito Socialista Italiano        | Sindaco                 | -       |
| 26 agosto 1994    | 2 dicembre 1994   | Vincenzo Petrocelli               | -                                  | Commissario prefettizio | -       |

## Sindaci ad elezione diretta (dal 1994)
| Nº | Nome             | Nome                    | Mandato          | Mandato          | Partito                                        | Note  |
| Nº | Nome             | Nome                    | Inizio           | Fine             | Partito                                        | Note  |
| -- | ---------------- | ----------------------- | ---------------- | ---------------- | ---------------------------------------------- | ----- |
| 1  |                  | Teodoro Potenza         | 3 dicembre 1994  | 30 novembre 1998 | Partito Popolare Italiano                      |       |
| 1  | 1º dicembre 1998 | Teodoro Potenza         | 26 maggio 2003   |                  | Partito Popolare Italiano                      |       |
| 2  |                  | Giuseppe Mastantuono    | 27 maggio 2003   | 8 ottobre 2007   | Lista civica                                   |       |
| 3  |                  | Francesco Scigliuzzo    | 9 ottobre 2007   | 14 aprile 2008   | Commissario prefettizio                        |       |
| 4  |                  | Giuseppe Annunziata     | 15 aprile 2008   | 27 maggio 2013   | Lista civica Per Ripacandida                   |       |
| 5  |                  | Vito Antonio Remollino  | 28 maggio 2013   | 24 novembre 2015 | PD - SEL - Lista civica Rinnoviamo Ripacandida | [ 4 ] |
| 6  |                  | Gerardo Quaranta        | 25 novembre 2015 | 6 giugno 2016    | Commissario straordinario                      |       |
| 7  |                  | Antonio Pace            | 7 giugno 2016    | 1º ottobre 2017  | PD - PSI - Lista civica Rinnovare e progresso  | [ 5 ] |
| 8  |                  | Francesco Scigliuzzo    | 2 ottobre 2017   | 10 giugno 2018   | Commissario prefettizio                        |       |
| 9  |                  | Giuseppe Sarcùno        | 11 giugno 2018   | 15 maggio 2023   | Movimento 5 Stelle                             |       |
| 10 |                  | Michele Donato Chiarito | 15 maggio 2023   | in carica        | Lista civica Impegno comune per Ripacandida    |       |